# 馬賴尼約克山 (馬爾卡波馬科查區)
11°19′59″S 76°19′20″W / 11.33306°S 76.32222°W
馬賴尼約克山（Marayniyuq），是秘魯的山峰，位於該國中部胡寧大區，由堯利省的馬爾卡波馬科查區負責管轄，屬於安地斯山脈的一部分，海拔高度4,800米。